# Joița
Joița è un comune della Romania di 3 290 abitanti, ubicato nel distretto di Giurgiu, nella regione storica della Muntenia.
Il comune è formato dall'unione di 2 villaggi: Bâcu e Joița.